# Pithecellobium
Pithecellobium é um género botânico pertencente à família Fabaceae. É composto por 545 espécies descritas das quais 75 são aceites.
Trata-se de um género reconhecido pelo sistema de classificação filogenética Angiosperm Phylogeny Website.

## Distribuição
Pode ser encontrada desde o Sul dos Estados Unidos da América até à América do Sul (zona tropical).

## Taxonomia
O género foi descrito por Carl Friedrich Philipp von Martius e publicado em Flora 20(2, Beibl.): 114. 1837.

## Espécies
As espécies aceites neste género são:
- Pithecellobium albicaule Britton & Rose
- Pithecellobium bahamense Northr.
- Pithecellobium benthamianum
- Pithecellobium bertolonii Benth.
- Pithecellobium bifoliolatum
- Pithecellobium bijugatum
- Pithecellobium bipinnatum L.Rico
- Pithecellobium brevipes
- Pithecellobium brownii Standl.
- Pithecellobium caesalpinioides
- Pithecellobium campechense
- Pithecellobium candidum
- Pithecellobium circinale (L.) Benth.
- Pithecellobium cochliacarpum
- Pithecellobium concinnum Pittier
- Pithecellobium cordifolium
- Pithecellobium cynodonticum Barneby & J.W.Grimes
- Pithecellobium decandrum
- Pithecellobium discolor
- Pithecellobium diversifolium
- Pithecellobium domingense
- Pithecellobium dulce  (Roxb.) Benth.
- Pithecellobium elachistophyllum
- Pithecellobium elegans
- Pithecellobium excelsum (Kunth) Mart.
- Pithecellobium filipes (Vent.) Benth.
- Pithecellobium flavovirens
- Pithecellobium furcatum Benth.
- Pithecellobium glaucescens
- Pithecellobium guaraniticum
- Pithecellobium guaricense
- Pithecellobium guatemalense
- Pithecellobium gummiferum
- Pithecellobium halogenes
- Pithecellobium hansemannii
- Pithecellobium histrix (A.Rich.) Benth.
- Pithecellobium hymenaeafolium (Willd.) Benth
- Pithecellobium insigne Micheli
- Pithecellobium jiringa
- Pithecellobium johansenii Standl. (Belize, Guatemala, Honduras)
- Pithecellobium keyense Coker
- Pithecellobium laetum
- Pithecellobium lanceolatum
- Pithecellobium larensis
- Pithecellobium lentiscifolium
- Pithecellobium leucosericeum
- Pithecellobium longipendulum
- Pithecellobium macrandrium
- Pithecellobium maestrense
- Pithecellobium marthae
- Pithecellobium mataybifolium
- Pithecellobium micradenium
- Pithecellobium microchlamys
- Pithecellobium mucronatum
- Pithecellobium nicoyanum
- Pithecellobium obliquifoliolatum
- Pithecellobium oblongum Benth.
- Pithecellobium obovale
- Pithecellobium pachypus Pittier
- Pithecellobium peckii S.F.Blake
- Pithecellobium pistaciifolium
- Pithecellobium platycarpum Merr.
- Pithecellobium roseum
- Pithecellobium salutare
- Pithecellobium seleri Harms (Guatemala, Honduras)
- Pithecellobium spinulosum
- Pithecellobium splendens
- Pithecellobium steyermarkii
- Pithecellobium striolatum
- Pithecellobium tenue Craib
- Pithecellobium tonduzii
- Pithecellobium tuerckheimii
- Pithecellobium unguis-cati (L.) Benth.
- Pithecellobium velutinum
- Pithecellobium vietnamense I.C.Nielsen